# Alan Blinston
Alan Blinston (Reino Unido, 15 de junio de 1944) fue un atleta británico especializado en la prueba de 5000 m, en la que consiguió ser medallista de bronce europeo en 1969.

## Carrera deportiva
En el Campeonato Europeo de Atletismo de 1969 ganó la medalla de bronce en los 5000 metros, con un tiempo de 13:47.6 segundos, llegando a meta tras el también británico Ian Stewart y el soviético Rashid Sharafetdinov (plata).